# Кохтла-Нымме
Ко́хтла-Ны́мме (эст. Kohtla-Nõmme) — городской посёлок в Эстонии, c 1993 до 2017 года имевший статус поселковой волости (самоуправления), затем включённый в состав волости Тойла.

## Географическое положение
Находится в уезде Ида-Вирумаа на северо-востоке страны. Граничит с Кохтла, Люганузе и городом Кохтла-Ярве. Расположен в 18 км от уездного центра — города Йыхви — и в 10 км от центра города Кохтла-Ярве.

## Число жителей
По данным переписи населения 2011 года в посёлке проживали 1 032 человека, из них 697 (67,5 %) — эстонцы.
В 2019 году в посёлке насчитывалось 968 жителей.

## История
В период с 1937 по 2001 годы на территории Кохтла-Нымме располагалась шахта Кохтла, которая в последующем была закрыта и превращена в музей, тем самым став крупнейшей достопримечательностью волости.
В 1984 году начала свою работу передающая станция с новой телевизионной мачтой высотой 247—254 м.

## Примечание
1. ↑  Haldus- ja asustusjaotus — Land and Spatial Development Board.
2. ↑  Перепись населения Эстонии (2021)
3. ↑  Statistics Estonia. NUMBER AND SHARE OF ESTONIANS BY PLACE OF RESIDENCE (SETTLEMENT), 31 DECEMBER 2011. Дата обращения: 19 апреля 2022. Архивировано 24 февраля 2020 года.
4. ↑  Statistikaamet. Asulate rahvaarv - Mehed ja naised, Vanuserühmad kokku. VKR. Дата обращения: 28 мая 2020. Архивировано 16 марта 2014 года.
5. ↑  Kohtla Kaevanduspark (эст.). // kaevanduspark.ee. Дата обращения: 4 июля 2012. Архивировано 8 августа 2012 года.
6. ↑  Хронология Архивировано 2 октября 2011 года.